# HMS Thane (D48)
HMS Thane (D48), nguyên là tàu sân bay hộ tống USS Sunset (CVE-48) (ký hiệu lườn ban đầu AVG-48 và sau đó là ACV-48) của Hải quân Hoa Kỳ thuộc lớp Bogue, được chuyển cho Hải quân Hoàng gia Anh Quốc và đã hoạt động trong Chiến tranh Thế giới thứ hai.
Sunset được đặt lườn với số hiệu MC 259 theo một hợp đồng với Ủy ban Hàng hải Hoa Kỳ vào ngày 23 tháng 2 năm 1943 tại xưởng đóng tàu của hãng Seattle-Tacoma Shipbuilding ở Tacoma, Washington; được xếp lại lớp với ký hiệu lườn CVE-48 vào ngày 15 tháng 7 năm 1943 và được hạ thủy cùng ngày hôm đó, được đỡ đầu bởi Bà C.E. Taylor. Nó được chuyển cho Anh Quốc vào ngày 19 tháng 11 năm 1943 theo chương trình Cho thuê-cho mượn, được đổi tên thành HMS Thane (D48), và đã hoạt động trong chiến tranh như một chiếc thuộc lớp Ameer.
Thane phục vụ như một tàu sân bay chống tàu ngầm, tuần tra và hộ tống các đoàn tàu vận tải tại Bắc Đại Tây Dương cũng như vận chuyển máy bay cho Mặt trận châu Âu cho đến khi bị hư hại nặng do trúng phải ngư lôi phóng từ tàu ngầm Đức U-1172 vào ngày 15 tháng 1 năm 1945 tại biển Ireland. Được đưa về Gare Loch tại Firth of Clyde, Tây Nam Scotland, nó được khảo sát và được đánh giá là không thể sửa chữa hiệu quả, nên được cho ngừng hoạt động và đưa về lực lượng dự bị. Sau chiến tranh, nó chính thức được trao trả cho Hoa Kỳ vào ngày 12 tháng 5 năm 1946 trong khi vẫn ở lại Anh. Được xem là vô dụng đối với Hải quân Mỹ, nó được tháo dỡ không lâu sau đó.